# 2370 ван Алтена
2370 ван Алтена (2370 van Altena) — астероїд головного поясу, відкритий 10 червня 1965 року.
Тіссеранів параметр щодо Юпітера — 3,323.
Названо на честь американського астронома голландського походження Уільяма Фостера ван Алтена (англ. William Foster van Altena).